# متحف ثاقب صابونجي
متحف ثاقب صابونچي - المرتبط بجامعة صابونجي - هو متحف فني في إسطنبول.
أغلب محتويات المتحف تعود إلى العهد العثماني.